# Prix Décembre
Le prix Décembre, anciennement prix Novembre est un prix littéraire français créé en 1989 par Michel Dennery. Il se veut une sorte d'anti-Goncourt.

## Historique
Le prix Novembre est créé en 1989 par Michel Dennery, qui possède la société de gravure et papiers de luxe Cassegrain et assurait la dotation du prix, à hauteur de 200 000 francs (30 500 euros). Mais celui-ci démissionne du jury à la suite du couronnement de Michel Houellebecq, dont il désapprouvait l'œuvre. Le prix a bénéficié depuis cette date du mécénat personnel de l'homme d'affaires Pierre Bergé, mais il a dû changer d'appellation car l'ancien mécène l'avait déposée. Le prix Novembre devint donc le prix Décembre.
Le prix est décerné chaque année à la fin du mois d'octobre ou au début du mois de novembre. Les résultats proclamés initialement à l'hôtel Meurice puis au Lutétia. En 2014, le jury s'assemble le 6 novembre au théâtre des Champs-Élysées. Il offrait 30 000 euros au lauréat — ce qui en faisait à l'époque de Pierre Bergé l'un des mieux dotés des prix littéraires.
Après le décès de Pierre Bergé en 2017, son compagnon et héritier, Madison Cox, annonce la suppression de la dotation en 2018 le temps pour lui de régler la succession. En 2019, soutenu dorénavant par la Fondation Pierre-Bergé-Yves-Saint-Laurent, la dotation est diminuée de moitié passant à 15 000 euros.
Le jury, dont la présidence est tournante, est composé en 2021 de Laure Adler, Charles Dantzig, Chloé Delaume, Oriane Jeancourt-Galignani, Patricia Martin, Amélie Nothomb, Arnaud Viviant, Maxime Catroux, Claude Arnaud et Christophe Honoré.

## Lauréats du prix Novembre
| Année |  | Auteur                  | Ouvrage                         | Éditeur (xe fois) | Note                  |
| ----- |  | ----------------------- | ------------------------------- | ----------------- | --------------------- |
| 1989  |  | Guy Dupré               | Les Manœuvres d'automne         | Olivier Orban     |                       |
| 1990  |  | François Maspero        | Les Passagers du Roissy-Express | Seuil             |                       |
| 1991  |  | Raphaël Confiant        | Eau de café                     | Grasset           |                       |
| 1992  |  | (ex æquo) Henri Thomas  | La Chasse aux trésors           | Gallimard         |                       |
| 1992  |  | (ex æquo) Roger Grenier | Regardez la neige qui tombe     | Gallimard (2)     |                       |
| 1993  |  | René de Obaldia         | Exobiographie                   | Grasset (2)       |                       |
| 1994  |  | (ex æquo) Jean Hatzfeld | L'Air de la guerre              | L'Olivier         |                       |
| 1994  |  | (ex æquo) Éric Holder   | La Belle Jardinière             | Le Dilettante     |                       |
| 1995  |  | Jean Echenoz            | Les Grandes Blondes             | Minuit            |                       |
| 1996  |  | Régis Debray            | Loués soient nos seigneurs      | Gallimard (3)     |                       |
| 1997  |  | Lydie Salvayre          | La Compagnie des spectres       | Seuil (2)         |                       |
| 1998  |  | Michel Houellebecq      | Les Particules élémentaires     | Flammarion        | Dernier prix Novembre |

## Lauréats du prix Décembre
| Année |  | Auteur                           | Ouvrage                                          | Éditeur (xe fois)     | Note                              |
| ----- |  | -------------------------------- | ------------------------------------------------ | --------------------- | --------------------------------- |
| 1999  |  | Claude Askolovitch               | Voyage au bout de la France                      | Grasset (3)           |                                   |
| 2000  |  | Anthony Palou                    | Camille                                          | Bartillat             |                                   |
| 2001  |  | Chloé Delaume                    | Le Cri du sablier                                | Léo Scheer            |                                   |
| 2002  |  | Pierre Michon                    | Corps du roi                                     | Verdier               |                                   |
| 2003  |  | Régis Jauffret                   | Univers, univers                                 | Verticales            |                                   |
| 2004  |  | Philippe Forest                  | Sarinagara                                       | Gallimard (4)         |                                   |
| 2005  |  | Charles Dantzig                  | Dictionnaire égoïste de la littérature française | Grasset (4)           |                                   |
| 2006  |  | Pierre Guyotat                   | Coma                                             | Mercure de France     | Récit                             |
| 2007  |  | Yannick Haenel                   | Cercle                                           | Gallimard (5)         |                                   |
| 2008  |  | Mathias Énard                    | Zone                                             | Actes Sud             | Également prix du Livre Inter     |
| 2009  |  | Jean-Philippe Toussaint          | La Vérité sur Marie                              | Minuit (2)            | Premier lauréat étranger et belge |
| 2010  |  | Frédéric Schiffter               | Philosophie sentimentale                         | Flammarion (2)        |                                   |
| 2011  |  | (ex æquo) Jean-Christophe Bailly | Le Dépaysement. Voyages en France                | Seuil (3)             |                                   |
| 2011  |  | (ex æquo) Olivier Frébourg       | Gaston et Gustave                                | Mercure de France (2) |                                   |
| 2012  |  | Mathieu Riboulet                 | Les Œuvres de miséricorde                        | Verdier (2)           |                                   |
| 2013  |  | Maël Renouard                    | La Réforme de l'opéra de Pékin                   | Payot & Rivages       |                                   |
| 2014  |  | Élisabeth Roudinesco             | Sigmund Freud en son temps et dans le nôtre      | Seuil (4)             |                                   |
| 2015  |  | Christine Angot                  | Un amour impossible                              | Flammarion (3)        |                                   |
| 2016  |  | Alain Blottière                  | Comment Baptiste est mort                        | Gallimard (6)         |                                   |
| 2017  |  | Grégoire Bouillier               | Le Dossier M                                     | Flammarion (4)        |                                   |
| 2018  |  | Michaël Ferrier                  | François, portrait d'un absent                   | Gallimard (7)         |                                   |
| 2019  |  | Claudie Hunzinger                | Les Grands Cerfs                                 | Grasset (5)           |                                   |
| 2020  |  | Grégory Le Floch                 | De parcourir le monde et d'y rôder               | Christian Bourgois    | Également prix Wepler             |
| 2021  |  | Xavier Galmiche                  | Le Poulailler métaphysique                       | Le Pommier            |                                   |
| 2022  |  | Lola Lafon                       | Quand tu écouteras cette chanson                 | Stock                 |                                   |
| 2023  |  | Kevin Lambert                    | Que notre joie demeure                           | Le Nouvel Attila      | Également prix Médicis            |
| 2024  |  | Abdellah Taïa                    | Le Bastion des Larmes                            | Éditions Julliard     |                                   |